# Gruzínské království
Gruzínské království (gruzínsky საქართველოს სამეფო, v latince sakartvelos samepo) byl středověký feudální stát (dědičná monarchie) přibližně na území dnešní Gruzie a obývaná z velké části národem Gruzínů. Středověké království nazývané původně Ibérie vzniklo přibližně roku 888, kdy byl Ardanase IV. korunován „králem Ibérů“. O několik let později nastoupil Bagrat III. jako král Ibérů a k tomu připojil v letech 1001–1010 zbývající rozdrobená knížectví Abcházii a Kachetii. Gruzínské království se definitivně rozpadlo v roce 1466 po mongolských nájezdech a smrti krále Jiřího VIII., jeho tři synové si zemi rozdělili, dále se odtrhla další malá knížectví. V letech 1762–1801 byla Gruzie opětovně, i když jen částečně sjednocena jako Kartlijsko-kachetské království, které ovšem bylo v roce 1801 připojeno k území Ruské říše.

## Historie

### Vznik království

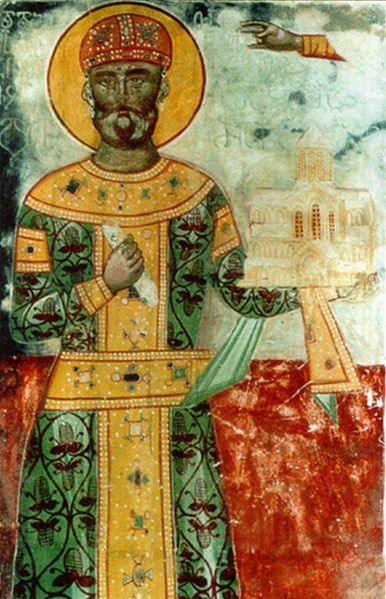
David IV. Stavitel

Z arabského vlivu se Ibérie, přímá předchůdkyně Gruzie, vymanila až na počátku 9. století, když eristavi Ašot I. z jihozápadogruzínského rodu knížat Bagrationů využil oslabení chalífátu. V bojích s Araby a dalšími rody v okolí postupně obnovil nezávislou moc a prohlásil svůj rod za novou dědičnou vládnoucí dynastii nad iberským knížectvím, opět pod patronátem Byzance.

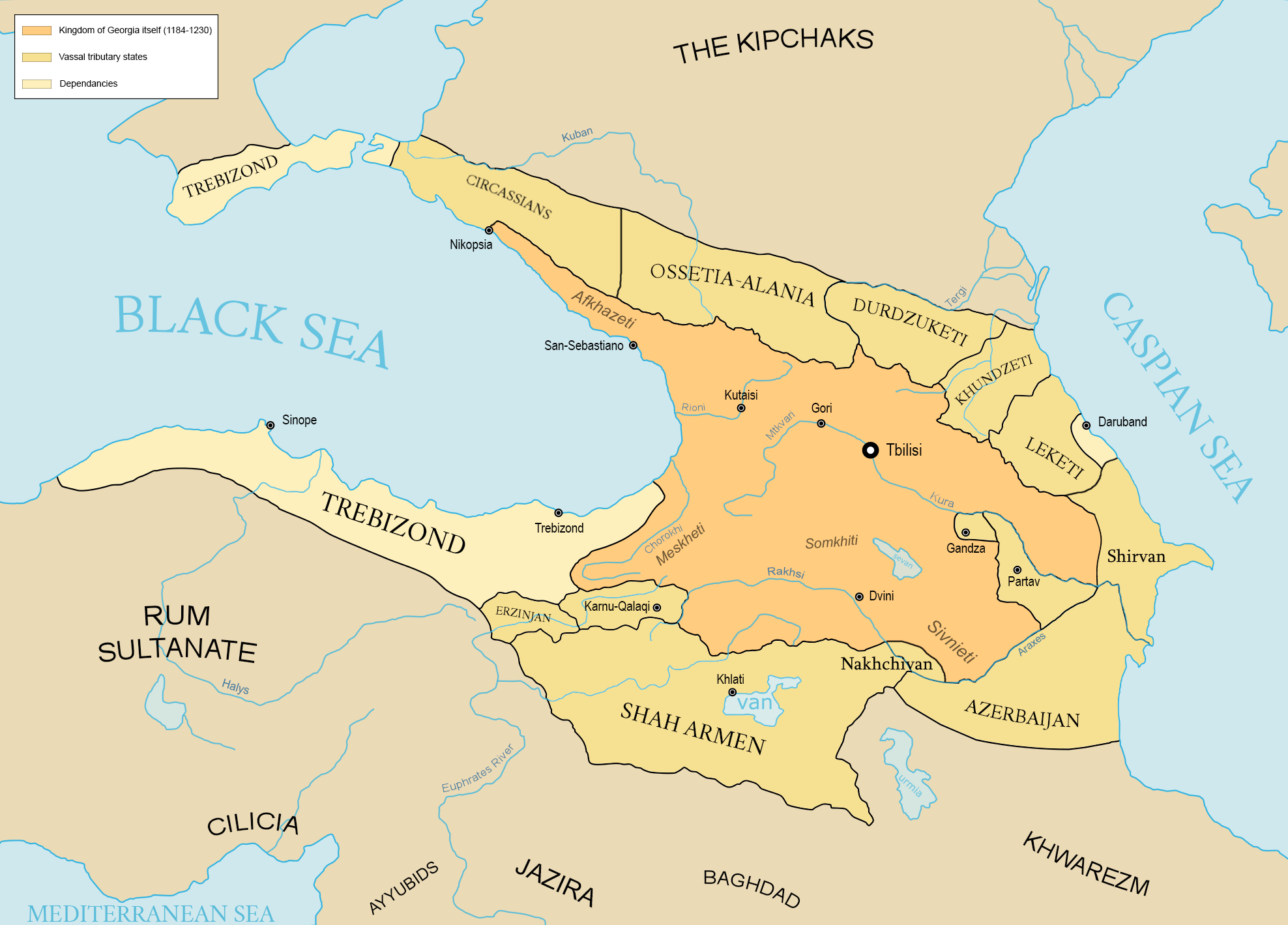
Gruzie (tmavě oranžová), státy platící tribut (středně oranžová) a státy v oblasti vlivu (světlá) v letech 1184–1230

Sumbatův nástupce Ardanase IV. pak formálně ještě jako byzantský vazal přijal v roce 888 po více než třísetleté odmlce iberskou královskou korunu. Korunován byl už ne jako kníže Ibérie, ale jako „Král Ibérů“. O několik let později nástupce Bagrat III. dokázal kolem let 1001–1010 sjednotit okolní rozdrobená knížectví v Gruzii pod jedinou vládu a položil tak základ existence Gruzínského království.
Období vlády Bagrationů od konce 11. století do počátku 13. století, zejm. vláda Davida IV. a jeho vnučky Tamary patří k vrcholným epochám gruzínských dějin. Toto zlaté období bylo násilně ukončeno mongolskou invazí. V roce 1122 bylo hlavní město přesunuto z Kutaisi do Tbilisi.

### Rozpad království a rozdělení Gruzie
Další ránu jednotě Gruzie uštědřil Tamerlán a koncem 15. století po smrti krále Jiřího VIII. dochází v roce 1466, také kvůli jeho třem synům, k fragmentaci Gruzínského království: etablují se tři hlavní království — Imereti, Kacheti a Kartli — pod vládou samostatných větví Bagrationů a několik dalších polosuverénních knížectví (jako abchazské, kachetinské, eretínské a tao-klardžetské). Oblast Gruzie byla v dalších staletích svědkem neustálých drobných potyček, občanských válek a vpádů Peršanů, Osmanů a závěrem 18. století i Rusů, kteří si nakonec podrobili všechna samostatná či polosamostatná gruzínská panství.
Království Kachetie již v roce 1587 uznalo ruskou suverenitu nad oblastí.

### Opětovné sjednocení, Kartli-kachetijské království

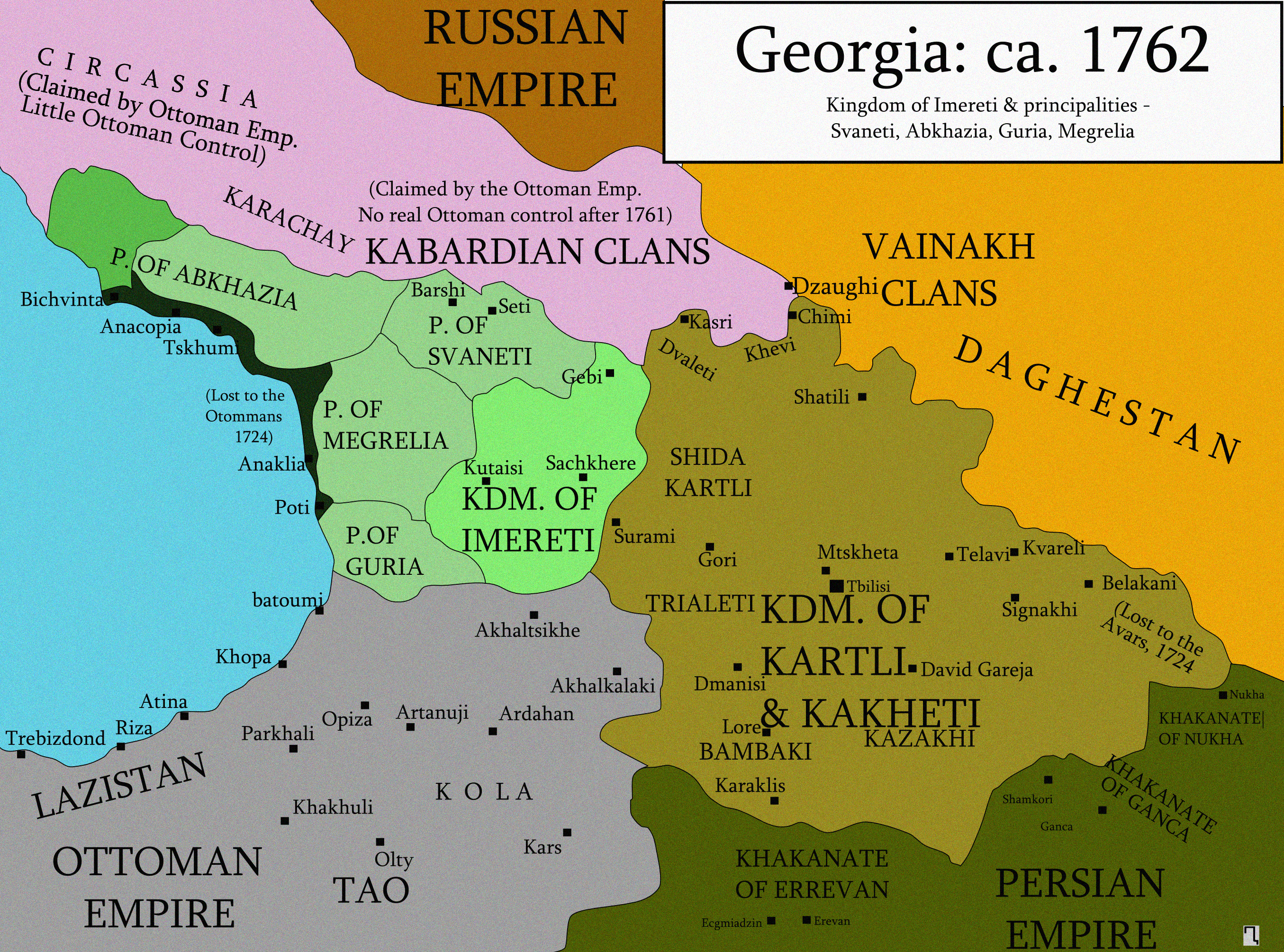
Gruzínská království a knížectví kolem roku 1762

Území bývalého gruzínského království bylo opětovně, i když jen částečně sjednoceno, když v roce 1762 spojil sousední království Kartli a Kachetie Iraklij II., který byl králem obou již před spojením. Království Kartli-Kacheti zaniklo v roce 1801, kdy bylo připojeno k ruskému impériu. Jednalo se tak o nástupce středověkého gruzínského království, proto bývají jeho králové označováni jako gruzínští králové, i když vládli jen východní polovině bývalého jednotného království.
Kartli-Kacheti však nebylo jediné bagrationovské království, které bylo nástupcem jednotné Gruzie. Dalším bylo království Imeretie, které si ze všech gruzínských státečků uchovalo nejdéle svou samostatnost (i když jen formální), a to do roku 1810, kdy byl nominální vlády zbaven král Šalomoun II., a celá Gruzie se tak stala ruskou.

## Státní symboly

znak:
Gruzínské království ve Vakhuštiho atlase kolem roku 1745
tzv. „Gruzínské království pod chánem“ v Grünenbergově heraldickém sborníku z roku 1480

vlajky Gruzie:
4. století–1121 gruzínské labarum
1008–1490 vlajka království z obchodních map
1008–1490 jiná varianta z obchodních map
vlajka krále Davida IV.
vlajka královny Tamary
vlajka města Fasis (1320–1321)

## Seznam gruzínských králů
Dynastie Bagration

Bagrat III.

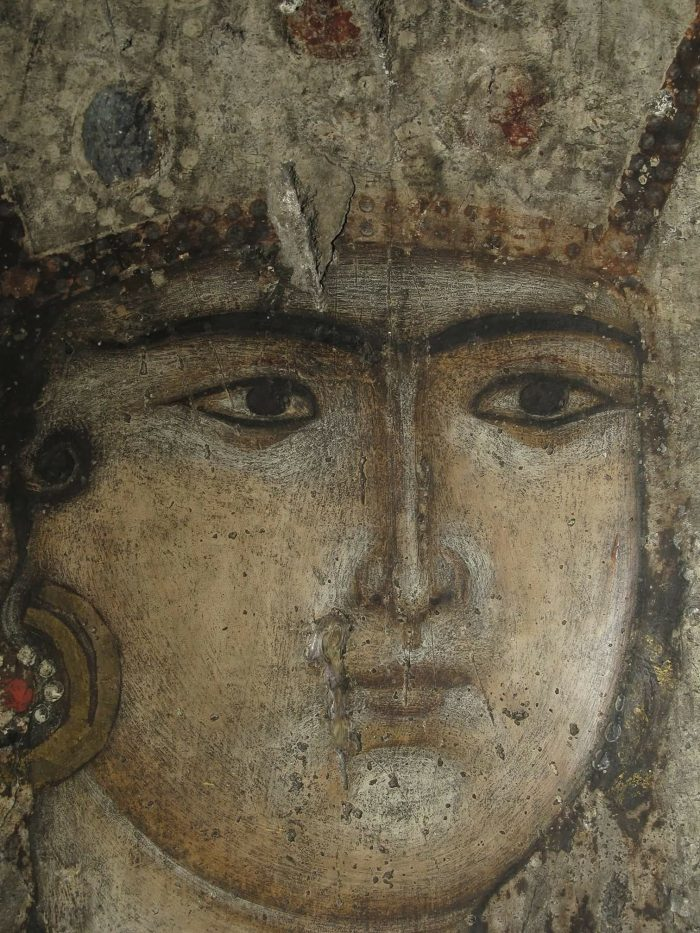
Tamara Gruzínská

- Ardanase II. – (888–923) – král Ibérů
- Bagrat III. – (1008–1014) – jeho potomek, sjednotitel Gruzie
- Jiří I. – (1014–1027)
- Bagrat IV. – (1027–1072)
- Jiří II. – (1072–1089)
- David IV. Stavitel – (1089–1125), nazývaný „Stavitel“
- Dimitrij I. – (1125–1155), první vláda
- David V. – (1155), vládl pouze 6 měsíců
- Dimitrij I. – (1155–1156), druhá vláda
- Jiří III. – (1156–1184)
- Tamara Gruzínská – (1184–1213), první žena vládnoucí Gruzii, dcera Jiřího III.
- Jiří IV. – (1213–1223)
- Rusudan Gruzínská – (1223–1245), sestra Jiřího IV.
- David VI. – (1245–1259)
- David VII. – (1259–1270)
- Dimitrij II. – (1270–1289)
- Vachtang II. – (1289–1292)
- David VIII. – (1293–1311)
- Vachtang III. (1298–1308)
- Jiří V. – (1297–1298), první vláda
- Jiří VI. – (1310–1314)
- Jiří V. – (1314–1346), druhá vláda
- David IX. – (1346–1360)
- Bagrat V. – (1327–1372)
- Jiří VII. – (1395–1405)
- Konstantin I. (1405–1411)
- Alexandr I. – (1411–1443)
- Vachtang IV. – (1443–1446)
- Jiří VIII. – (1446–1466), za jeho a vlády synů se království rozpadlo

- Bagrat VI. – (1465–1478), také král Imereti, syn Konstantina I.
- Alexandr II. – (1478), také král Imereti jeho syn
- Konstantin II. (1478–1505), zároveň král Kartli

### Králové Kartli

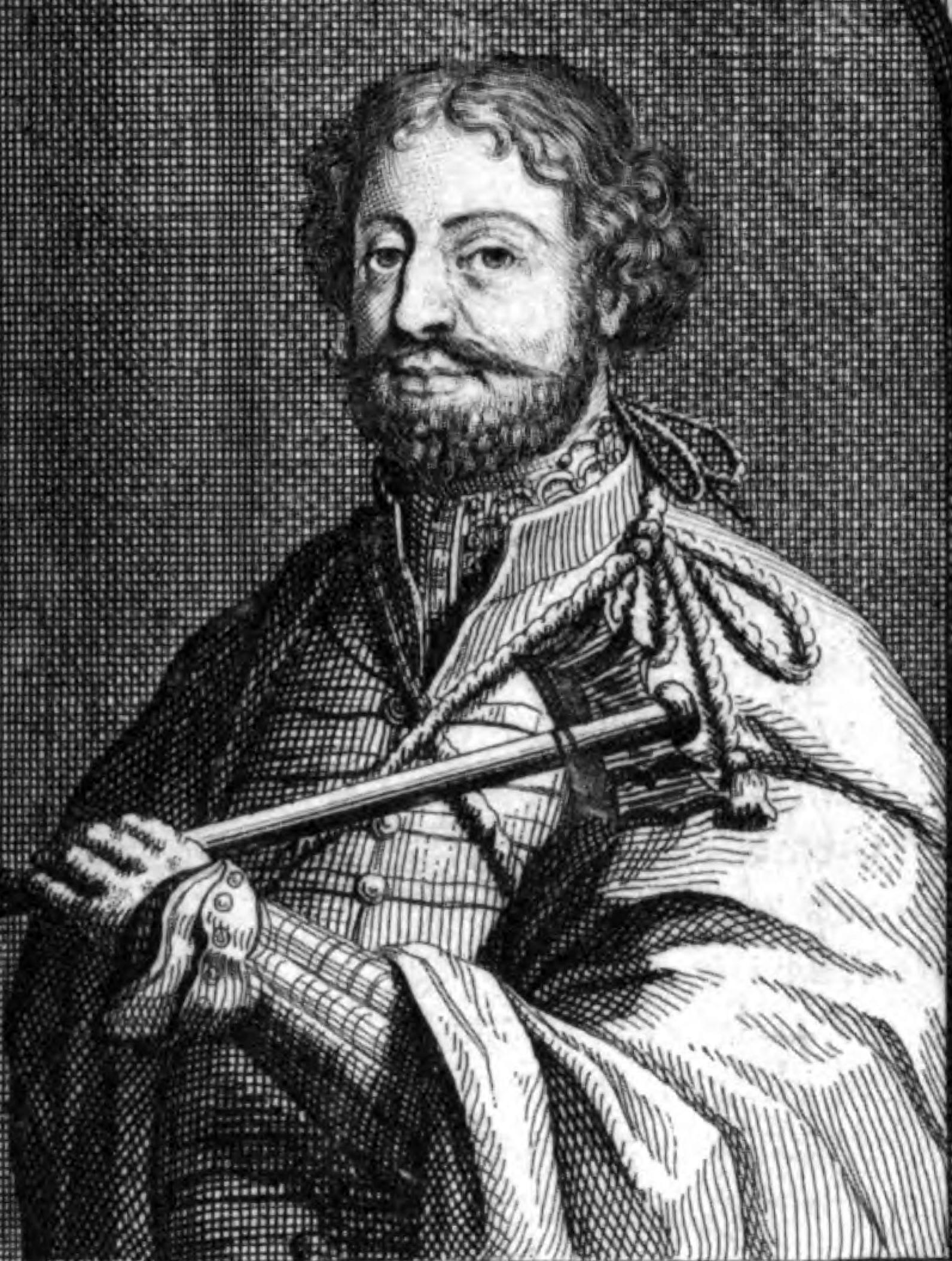
Iraklij I.

- Konstantin II. – (1478–1505), král celé Gruzie
- David X. – (1505–1525)
- Jiří IX. – (1525–1527)
- Luarsab I. – (1527–1556)
- Šimon I. – (1556–1569), první vláda
- David XI. – (1569–1578)
- Šimon I. – (1578–1599), druhá vláda
- Jiří X. – (1599–1606)
- Luarsab II. – (1606–1615)
- Bagrat VII. – (1615–1619)
- Šimon II. – (1619–1625)
- Teimuraz I. – (1625–1633)
- Rostom Kartli – (1633–1658)
- Vachtang VI. – (1658–1675)
- Jiří XI. – (1676–1688)
- Iraklij I. – (1688–1703)
- Teimuraz II. – (1744–1762)

### Králové Kacheti

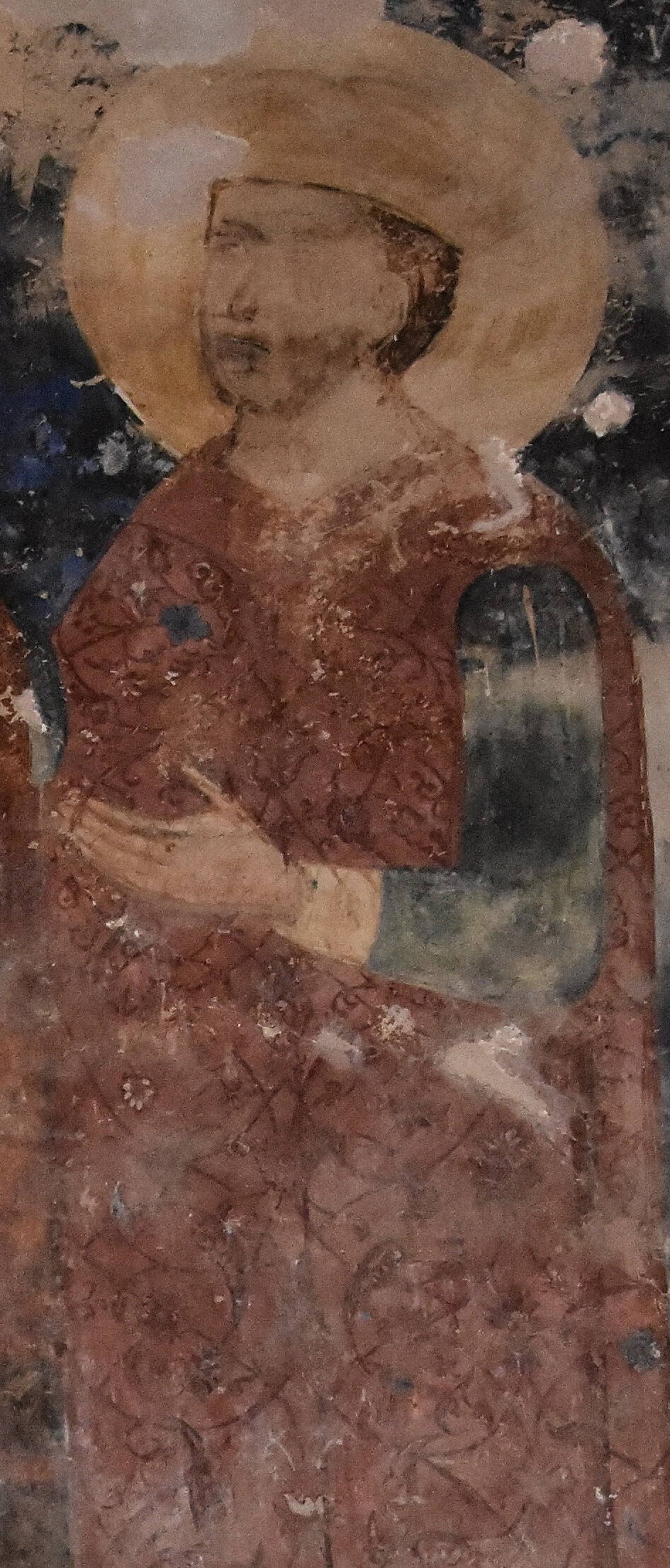
Alexandr II.

- Jiří I. – (1465–1476), předtím král celé Gruzie
- Alexandr I. – (1476–1511)
- Jiří II. – (1511–1513)
- Levan Kachetijský – (1518/1520–1574)
- Alexandr II. – (1574–1605)
- Konstantin I. – (1605)
- Teimuraz I. – (1605–1648)
- Archil – (1664–1675)
- Iraklij I. – (1675–1676 a 1703–1709)
- David II. – (1709–1722)
- Konstantin II. – (1722–1732)
- Teimuraz II. – (1732–1744)

### Králové Imereti

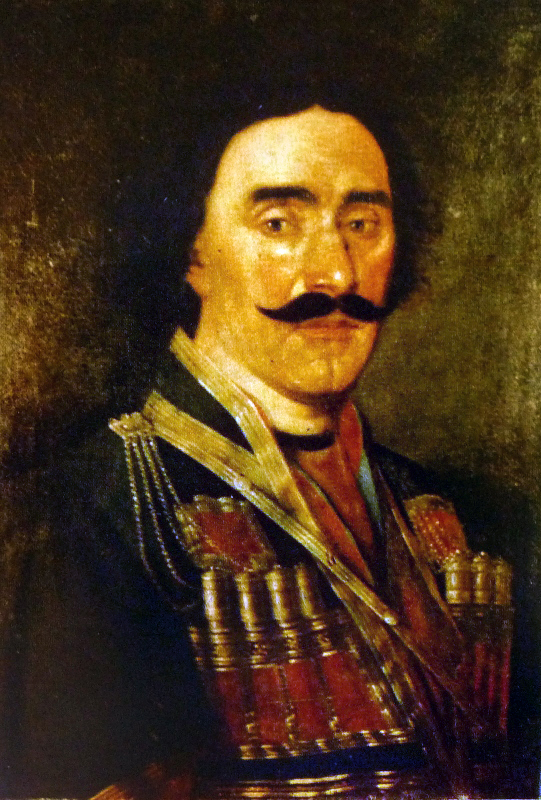
Šalomoun I.

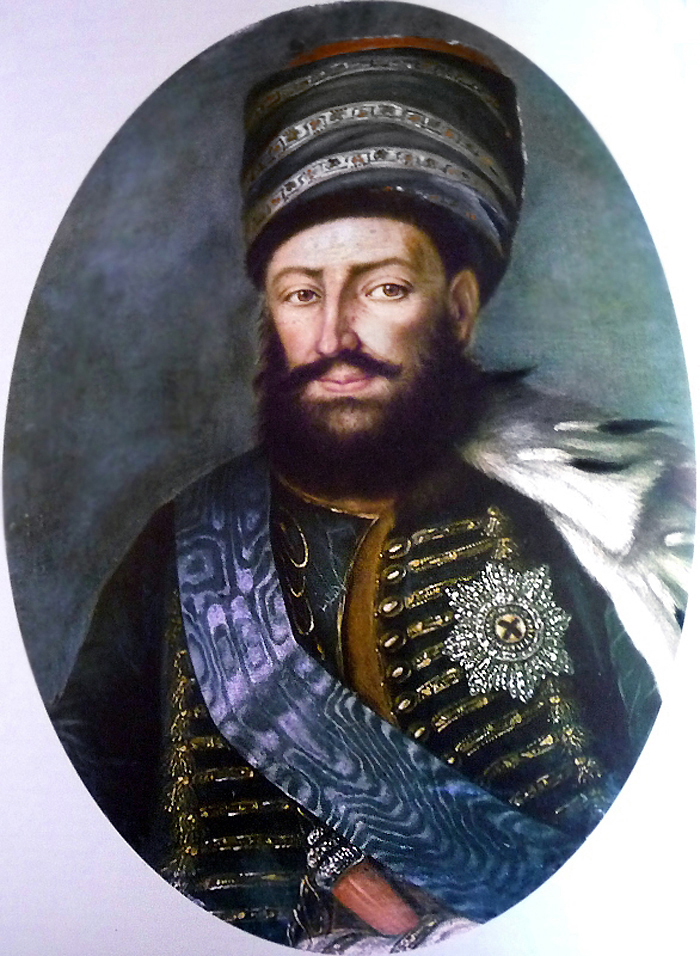
Iraklij II.

- Bagrat VI. – (1463–1478), král celé Gruzie (pouze 1478), syn Konstantina I.
- Alexandr II. – (1483–1510), král celé Gruzie (pouze 1478)
- Bagrat III. – (1510–1565)
- Jiří II. – (1565–1585)
- Levan Imeretský – (1585–1588)
- Rostom Imeretský – (1585–1588), první vláda
- Bagrat IV. – (1588–1590)
- Rostom Imeretský – (1590–1605), druhá vláda
- Jiří III. – (1605–1639)
- Alexandr III. – (1639–1660)
- Bagrat V. – (1660–1661, 1663–1668, 1669–1678, 1679–1681)
- Vachtang Tchutchunašvili – (1660–1661, 1668), nebyl Bagration
- Archil – (1661–1663, 1678–1679, 1690–1691, 1695–1696)
- Dimitrij – (1663–1664), nebyl Bagration
- Jiří IV. – (1681–1683), nebyl Bagration
- Alexandr IV. – (1683–1690, 1691–1695)
- Šimon I. – (1699–1701)
- Jiří IV. – (1696–1698), nebyl Bagration
- Mamia – (1701, 1711, 1713), nebyl Bagration
- Jiří VI. – (1702–1707), nebyl Bagration
- Jiří VII. – (1707–1711, 1712–1713, 1713–1716, 1719–1720)
- Jiří VIII. – (1716, 1720), nebyl Bagration
- Alexandr V. – (1720–1741, 1742–1752)
- Jiří IX. – (1741)
- Šalomoun I. – (1752–1766 a 1768–1784)
- Jiří XII. – (1798–1784)
- David II. – (1784–1789)
- Šalomoun II. – (1789–1810)

### Králové Kartli-Kacheti
- Teimuraz II. – (1732–1762), formálně král každého království zvlášť a ne ve stejnou dobu
- Iraklij II. – (1762–1798), spojil obě království
- Jiří XII. – (1798–1800)
- David – (1800–1801)

### Rodokmen
Rodokmen je pro lepší přehlednost potřeba zvětšit.